# Oskari Friman
Oskari Friman, né le 27 janvier 1893 et mort le 19 octobre 1933, est un lutteur finlandais, spécialiste de lutte gréco-romaine. Il est enterré au cimetière de Sorvali à Vyborg.

## Palmarès
- Jeux olympiques de 1920 à Anvers (Belgique)
  -  Médaille d'or dans la catégorie poids plumes.
- Jeux olympiques de 1924 à Paris (France)
  -  Médaille d'or dans la catégorie poids légers.